# Beurs van Kaliningrad

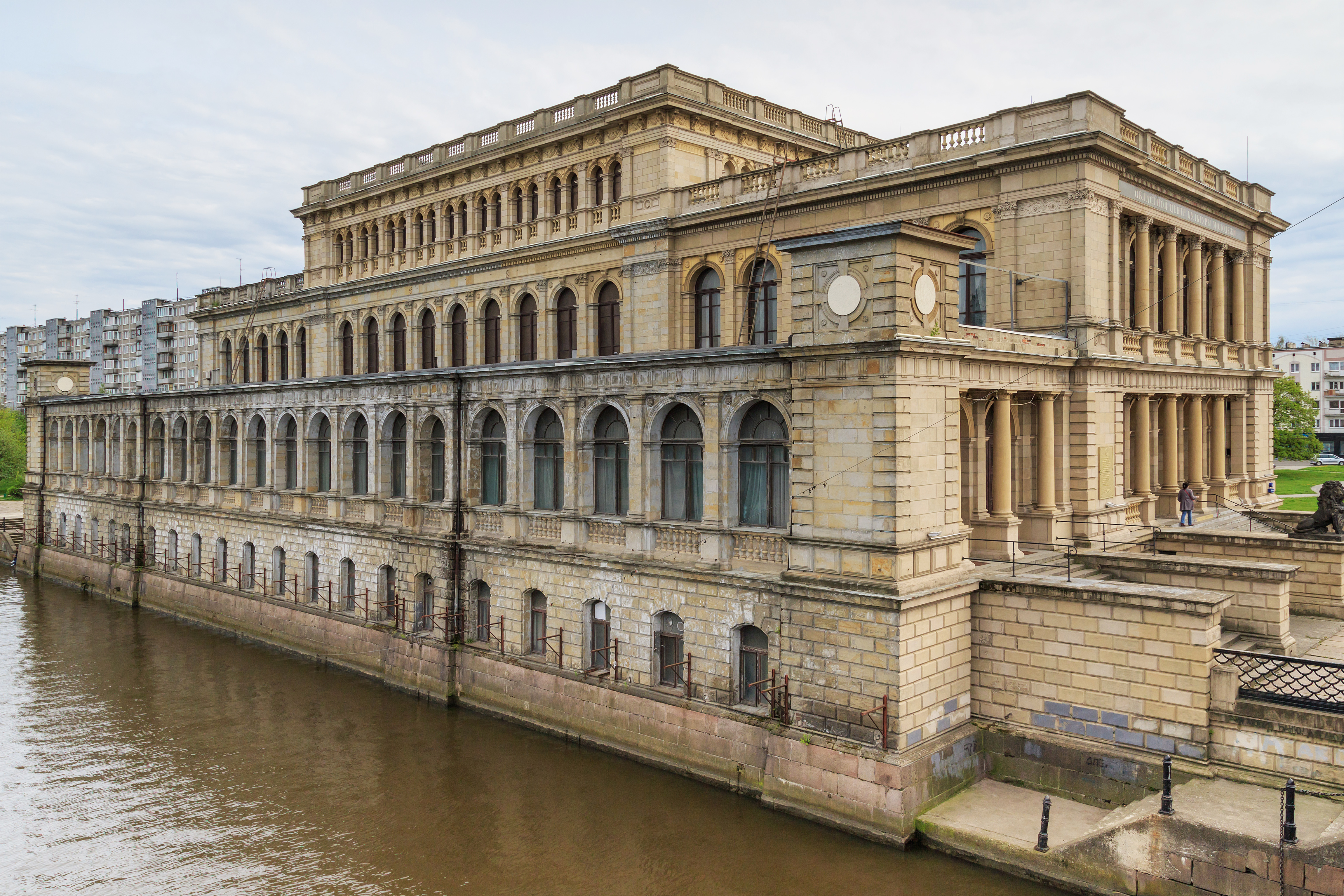
De Beurs van Kaliningrad

De Beurs van Kaliningrad (Koningsbergen) (Russisch: Выставка в Калининграде) is gelegen in de benedenstad aan de voormalige Groene Brug (een van de zeven bruggen van Koningsbergen) tegenover het Kneiphof. De Beurs ontstond tussen 1870 en 1875 in Noord-Italiaanse neorenaissancestijl en is ontworpen door architect Heinrich Müller uit Bremen. De bouwgrond moest met 2200 eiken palen worden versterkt.
De Beurs diende voornamelijk voor de binnenlandse en internationale graan-, zaden- en voerhandelaren en ook de verbonden bedrijfstaken van de vervoerders-, expeditie-, bevoorrading en verzekeringsbedrijven. Maar in dit gebouw werden ook concerten en politieke bijeenkomsten gehouden. Het belangrijkste winterevenement was het gemaskerde bal (Börsenmaskenball) waarbij de gehele gemeenschap van de stad: handelaren, wetenschappers, officieren, ambtenaren en kunstenaars aanwezig waren.
Voor de Tweede Wereldoorlog versierden de sculpturen van de vier werelddelen Europa, Azië, Afrika en Amerika van de beeldhouwer Emil Hundrieser de vier hoeken van het gebouw. Ze gingen in de oorlog echter verloren. Alleen de portaalleeuwen op de sokkels bij de traptreden overleefden als allegorische bouwversiering de oorlog.
De Beurs werd in 1967 weer herbouwd. Ze dient tegenwoordig als een cultuurhuis voor zeelieden en als een locatie voor culturele voorstellingen.

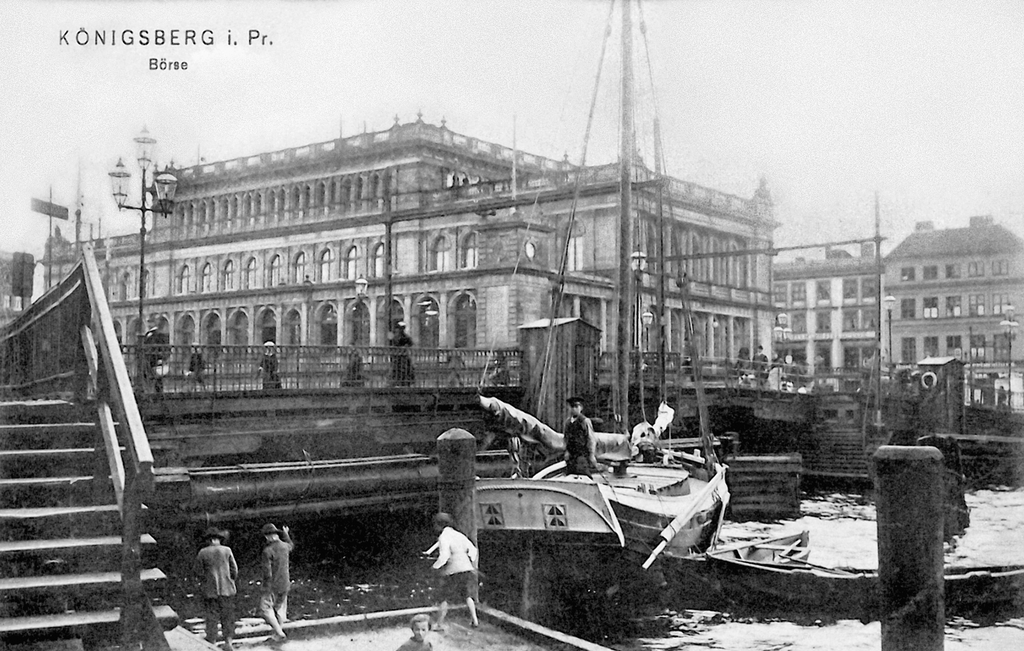
De beurs met de Groene Brug op de voorgrond (1913)
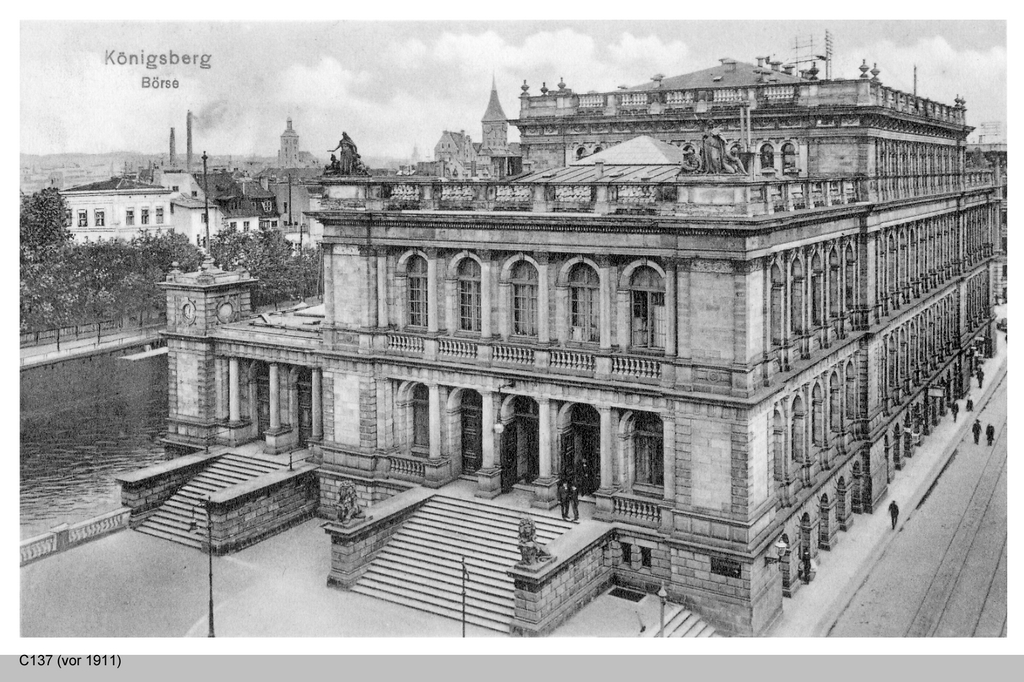
De beurs gezien vanuit de 'Langgasse' (langestraat; genomen voor 1911)
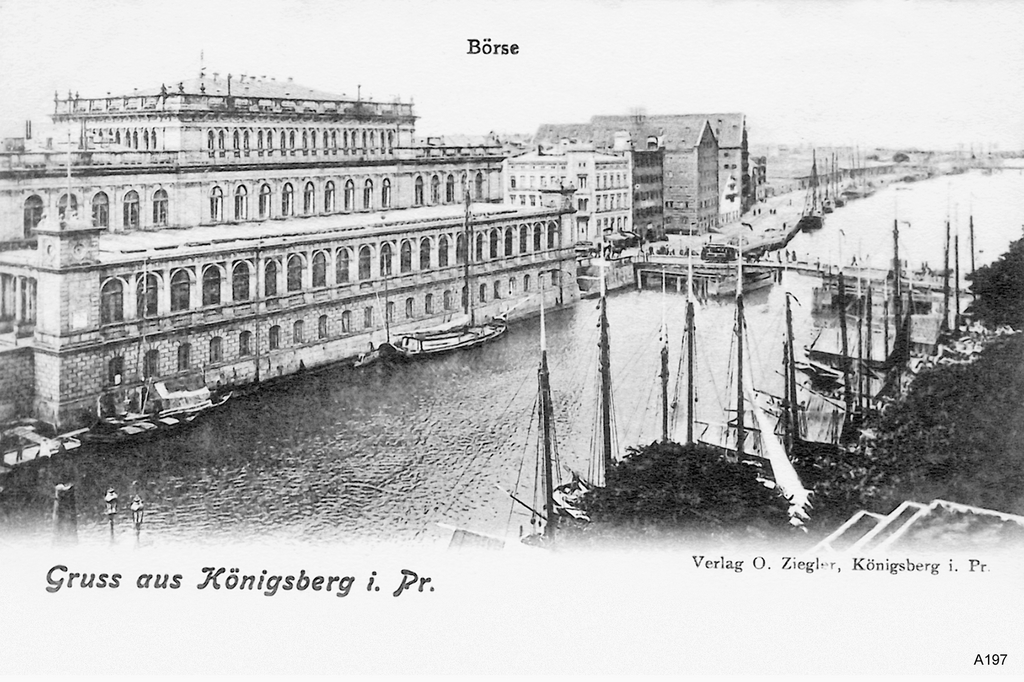
Gezien vanaf het Kneiphof